# Bromus danthoniae
Bromus danthoniae är en gräsart som beskrevs av Carl Bernhard von Trinius. Bromus danthoniae ingår i släktet lostor, och familjen gräs. Utöver nominatformen finns också underarten B. d. rogersii.